# Королевское военное училище
Королевское военное училище (англ. Royal Military College) — военное учебное заведение, существовавшее в Великобритании в 1801—1947 годах. Готовило офицеров для пехоты и кавалерии.

## История
В конце XVIII века в Великобритании было лишь одно военное учебное заведение, которое готовило офицеров артиллерии и инженерных войск; офицеры других родов войск никакой специальной подготовки не получали. Кавалерийский офицер Джон Ле Маршан предложил создать систему учебных заведений для подготовки кадров и других родов войск. Поначалу это предложение встретило сопротивление как слишком дорогостоящее, но в 1801 году Парламент проголосовал за выделение 30 тысяч фунтов стерлингов, и в 1802 году в Грей-Марлоу было основано Младшее отделение (Junior Department) Военного училища, а основанное в 1799 году в Хай-Уикоме училище для подготовки штабных офицеров было объявлено его Старшим отделением (Senior Department). В 1812 году Младшее отделение было переведено в Сандхерст в специальное здание, спроектированное Джеймсом Уайеттом, а вскоре туда из Хай-Уикома было переведено и Старшее отделение. В 1858 году Старшее отделение было переведено в Кэмберли, став отдельным Штабным училищем.
В 1947 году Королевское военное училище было объединено с размещавшейся в Вулидже Королевской военной академией, готовившей офицеров для артиллерии и сапёрных войск, в единую Королевскую военную академию, готовящую офицеров для всех родов войск.

## Структура руководства
Изначально Королевское военное училище возглавлялось Губернатором, который был в основном церемониальной фигурой и зачастую даже не находился в училище, Лейтенант-Губернатором, отвечавшим за повседневную деятельность училища, и Комендантом, руководившим кадетами. В 1812 году должности Лейтенант-Губернатора и Коменданта были объединены в единую должность Коменданта. В 1888 году должности Губернатора и Коменданта были объединены в единую должность Губернатора и коменданта, которая в 1902 году была переименована в Комендант.

## Знаменитые кадеты
- Фельдмаршал Эдвард Саксен-Веймар-Эйзенахский
- Фельдмаршал Фредерик Робертс
- Фредерик Стэнли, генерал-губернатор Канады
- Альфонсо XII, король Испании
- Дон Хоуп, генерал-губернатор Австралии
- Роналд Мунро-Фергюсон, генерал-губернатор Австралии
- Фельдмаршал Эдмунд Алленби
- Фельдмаршал Дуглас Хейг
- Сэр Уинстон Черчилль
- Принц Александр Текский
- Фельдмаршал Арчибальд Уэйвелл
- Фельдмаршал Бернард Монтгомери
- Сэр Освальд Мосли
- Герцог Глостерский
- Мухаммед Айюб Хан, президент Пакистана
- Ян Флеминг, автор романов о Джеймсе Бонде.
- Ричард Генри Хорн, английский поэт.
- Чарльз Стоддарт, британский военный дипломат.
- Сэр Уильям Генри Мэннинг, британский колониальный чиновник.